# Edelhof (Crainfeld)

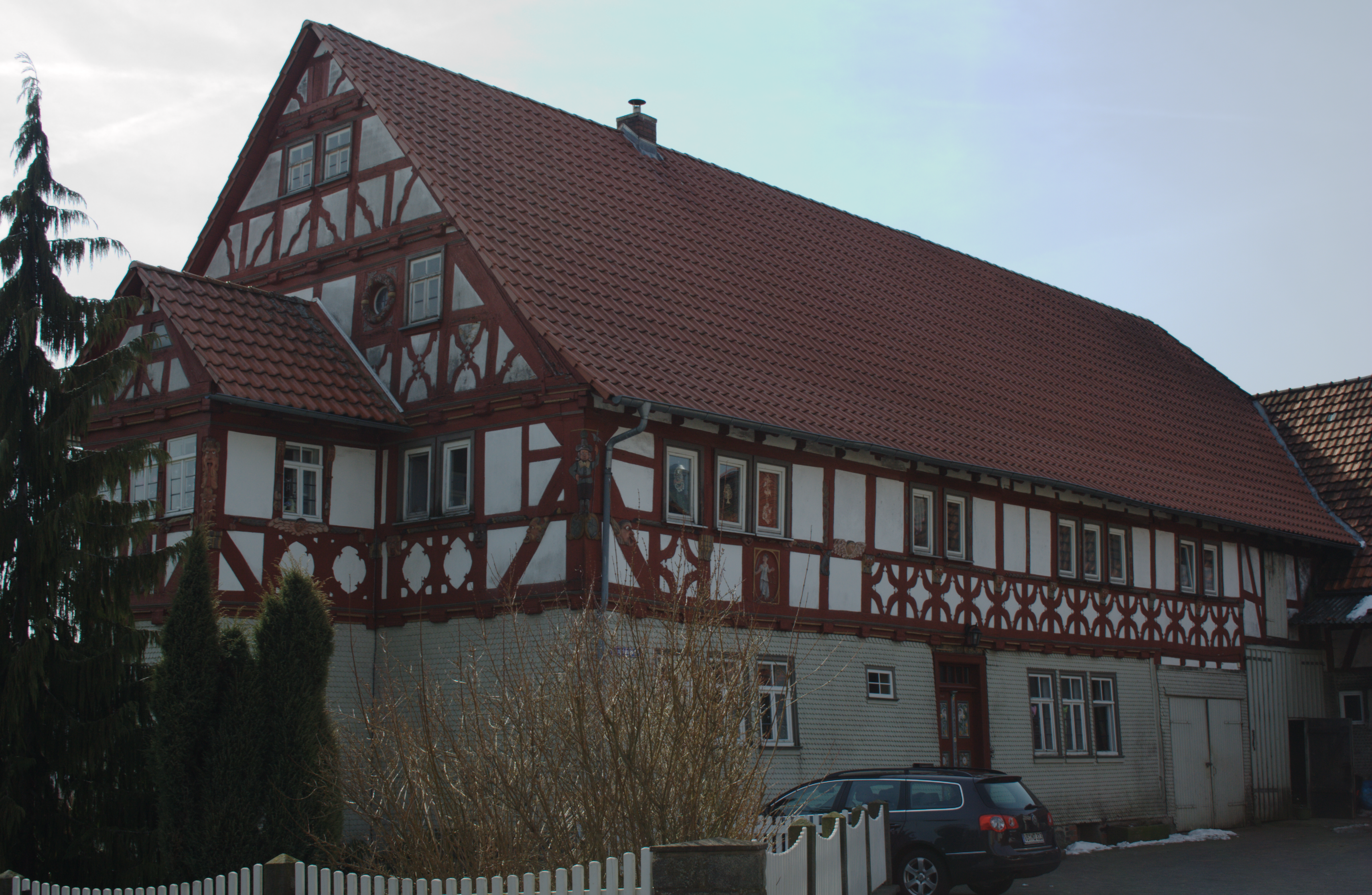
Edelhof in Crainfeld (2013)

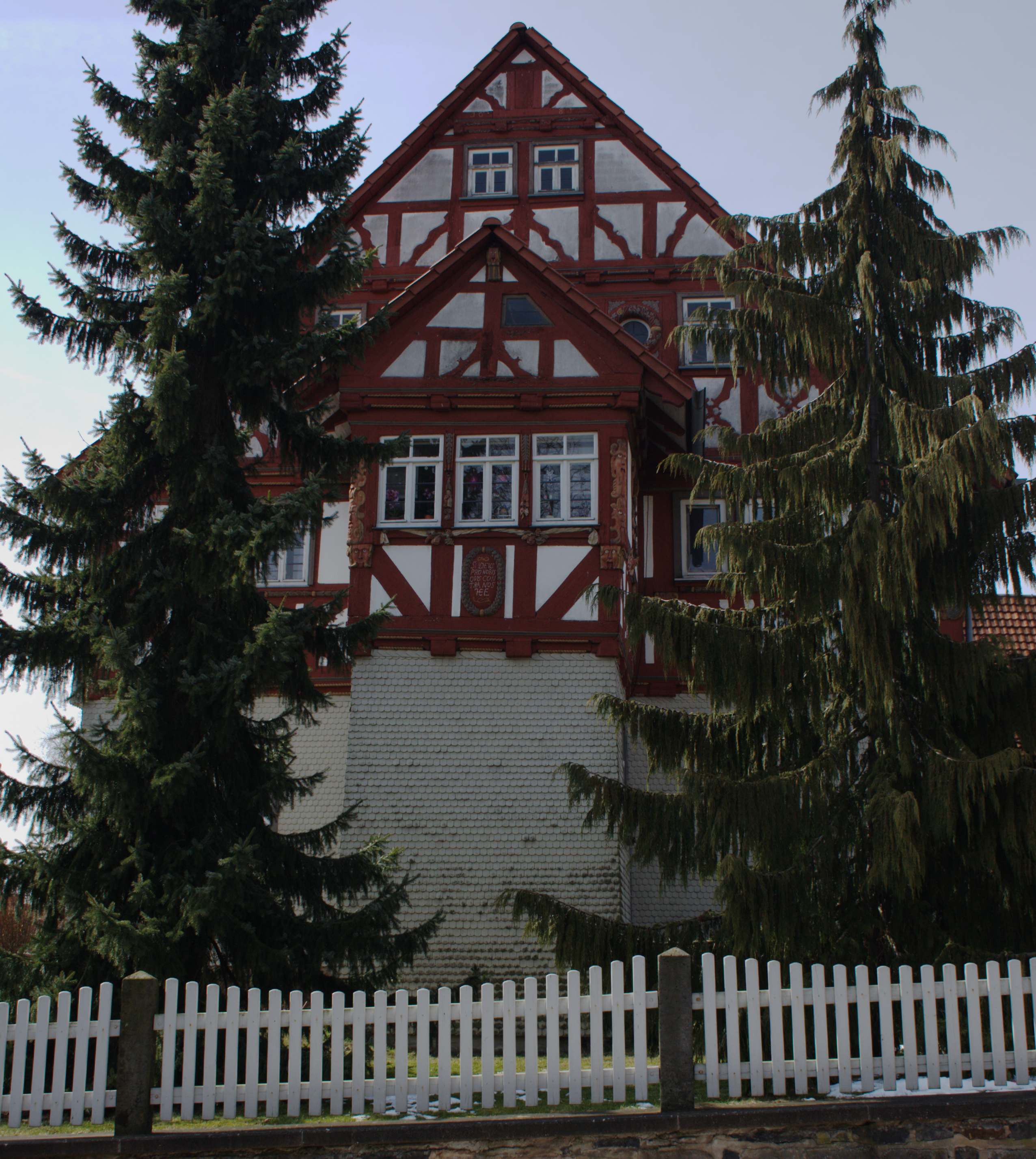
Giebelansicht (2013)

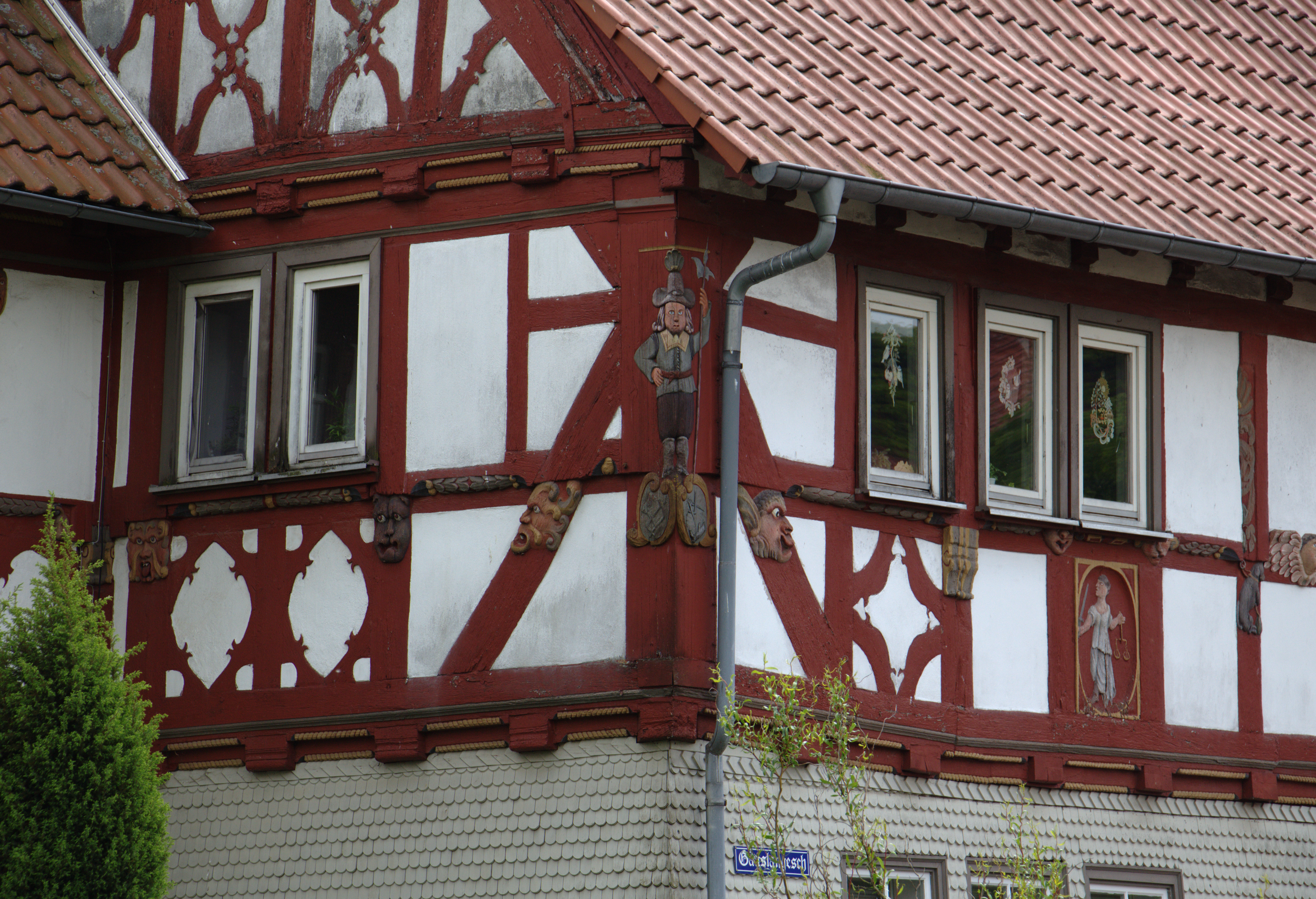
Detail der Schnitzereien (2013)

Der Edelhof ist ein Fachwerkhaus in Crainfeld in der Gemeinde Grebenhain im Vogelsbergkreis in Hessen. Er wurde 1685 als Wohn- und Amtshaus der Oberschultheißen des landgräflich hessen-darmstädtischen Gerichts Crainfeld errichtet. Das Gebäude an der Kreuzstraße 1 ist ein geschütztes Baudenkmal.

## Geschichte
Die Geschichte des Edelhofs ist eng verbunden mit dem erstmals im frühen 14. Jahrhundert belegten Gericht Crainfeld, das bis zu den Verwaltungsreformen im Großherzogtum Hessen im Jahr 1821 bestand. Der Edelhof war jedoch nicht der Schauplatz der eigentlichen Gerichtsversammlungen, da diese auf dem Gerichtsplatz an der heutigen Ortsstraße "An der Cent" in Crainfeld unter zwei Linden stattfanden. Das Gebäude war vielmehr das Wohn- und Amtshaus der Oberschultheißen, die im Auftrag der hessischen Landgrafen das Gericht Crainfeld verwalteten.
Auf einen Vorgängerbau des heutigen Edelhofs weist der alte Keller hin, der im Winkel von 25 Grad unter dem jetzigen Gebäude verläuft. Das ältere Crainfelder Schultheißenhaus wurde am 1. Juni 1622 mitsamt dem übrigen Dorf einschließlich der Kirche von Söldnern aus dem Heer von Christian von Braunschweig-Wolfenbüttel ausgeplündert und in Brand gesteckt.
Im Jahr 1685 ließ der damalige Crainfelder Oberschultheiß Heinrich Christoph Ellenberger den Edelhof an gleicher Stelle neu erbauen. Bis 1826 blieb der Edelhof als erbliches Lehen im Besitz der Familie Ellenberger und ihrer Nachkommen. Zu ihnen gehörte Johann Paul Buff, der Großonkel von Charlotte Buff. Bereits 1787 starb mit Johann Heinrich Paul Buff jedoch der letzte Oberschultheiß, der auch tatsächlich in Crainfeld wohnte und hier sein Amt ausübte. Anschließend wurde das Gericht Crainfeld gemeinsam mit dem benachbarten Gericht Burkhards vom Jagdschloss Zwiefalten bei Eichelsachsen aus verwaltet. Im Edelhof verblieb zunächst noch der Sitz des fürstlichen Landbereiters.
1831 verkauften die Erben des Landkommissars Johann Sebastian Brückner den Edelhof an den Crainfelder Schmied und Beigeordneten Heinrich Schmalbach I. Dessen Enkel Heinrich Schmalbach IV. gehörte von 1876 bis 1886 und von 1896 bis zu seinem Tod 1909 als Abgeordneter dem hessisch-darmstädtischen Landtag an und lebte ebenfalls im Edelhof.
Von 1850 bis 1870 wurde in dem Gebäude eine Gastwirtschaft betrieben. Seitdem ist es ein landwirtschaftliches Anwesen. Bereits kurz nach der Verabschiedung des ersten hessischen Denkmalschutzgesetzes im Jahr 1902 wurde der Edelhof in die Denkmalliste des damaligen Großherzogtums Hessen aufgenommen.

## Beschreibung
Der zweigeschossige Fachwerkbau aus dem Jahr 1685 wird von der Hausforschung dem ansonsten kaum bekannten Zimmermann Hans Muth zugeschrieben, der entweder aus Ilbeshausen oder aus Lauterbach gestammt haben soll. Muth gilt auch als Zimmermann der 1691 erbauten Teufelsmühle in Ilbeshausen. Von der grundlegenden Bauweise entspricht der Edelhof dem regionaltypischen Ernhaus. Charakteristisch ist das mit reichem Schnitzwerk und Rauten versehene ununterbrochene Fachwerk an der Seitenfront zum Hof, welches mit Ausnahme der Ecke nicht den sonst üblichen Mann aufweist. Die Schnitzereien stellen zumeist Tiere oder Fabelwesen dar. Ein Bezug zum Besitzer des Anwesens wird durch die Figur der Justitia mit Schwert und Waage hergestellt. Am Eckpfosten befindet sich die Figur eines Landsknechts mit Hellebarde.
Der Giebelseite vorgelagert ist ein Erker, in dem sich früher die Amtsstube befand. Das Fachwerk der Giebelseite ist durch Andreaskreuze verziert. Hier befindet sich auch die lateinische Bauinschrift (mit den Initialen des Bauherrn): SI DEUS PRO NOBIS QUIS CONTRA NOS ("Wenn Gott für uns ist, wer ist dann gegen uns"). Das Baujahr ist ganz oben am Giebel eingemeißelt worden. Die hofabgewandte Rückseite des Gebäudes ist in einfachem Fachwerk gehalten und vollständig verschindelt.
Zum Edelhof gehören auch noch eine Scheune und Stallungen, die jüngeren Datums sind.